# Ilha Lockyer

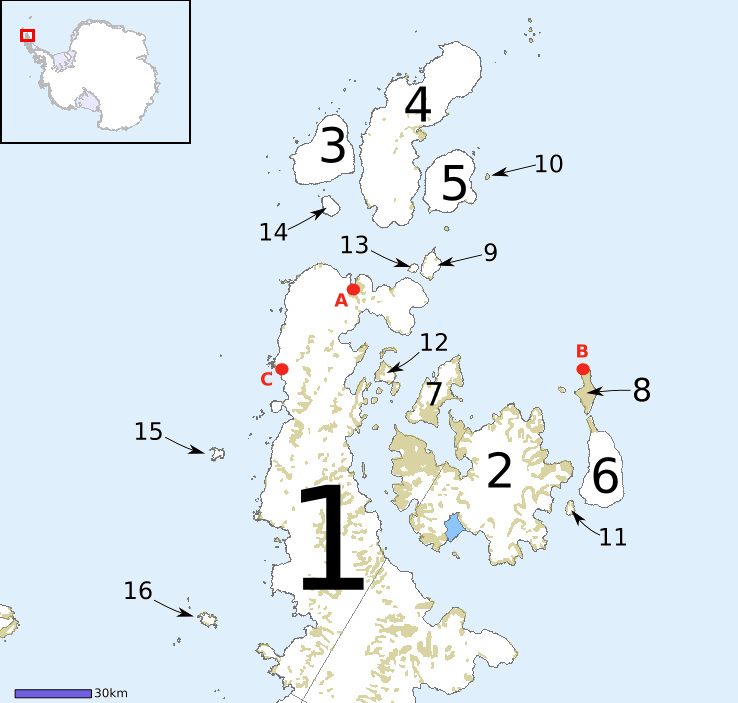
Ilhas próximas à extremidade norte da Península Antártica; a Ilha Lockyer é a n.º 11

Lockyer Island é uma ilha de 2,5 mi (4,02 km) de comprimento, situada a sul da Ilha James Ross, na entrada sudoeste do Canal do Almirantado, na Antártida. O local foi chamado de "Cabo Lockyer" pelo capitão James Clark Ross em 7 de janeiro de 1843, a pedido do capitão Francis R.M. Crozier, em honra ao falecido amigo deste segundo, Cap. Nicholas Lockyer (1803–1843), da Marinha Real. A Expedição Antártica Sueca, sob o comando de Otto Nordenskjöld, determinou em 1902 que o local era uma ilha.

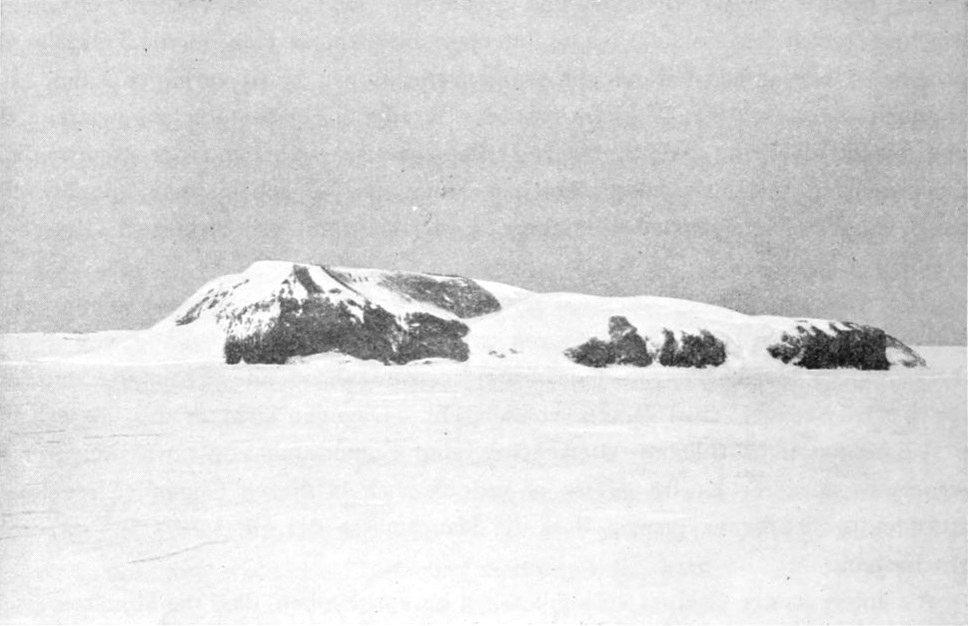
A Ilha Lockyer vista do norte, em foto tirada por Otto Nordenskjöld durante a Expedição Antártica Sueca